# بيت ساديه
بيت ساديه (بالعبرية: פְּאַת שָׂדֶה) كانت مستوطنة إسرائيلية من بين تجمع مستوطنات غوش قطيف في قطاع غزة إلى أن قام الجيش الإسرائيلي بإخلائها من ساكنيها في أغسطس (آب) 2005 بقرار من مجلس الوزراء الإسرائيلي كجزء من الانسحاب الإسرائيلي أحادي الجانب من قطاع غزة في خطة فك الارتباط الإسرائيلية أحادية الجانب.

## التاريخ
أقيمت مستوطنة بيت ساديه عام 1989 في الطرف الجنوبي من منطقة غوش قطيف، وسكنها في البدء مجموعة من عائلات العاملين في قاعدة سلاف للقوات الإسرائيلية، ثم انتقلت إلى موقعها الأخير على تلة مجاورة في عام 1993. كانت مستوطنة بيت سادية واحدة من المستوطنات المختلطة القليلة في منطقة غوش قطيف الاستيطانية التي كانت ذات أغلبية أرثوذكسية.

### الانسحاب الإسرائيلي من المستوطنة
في 16 فبراير 2005 صادق المجلس التشريعي الإسرائيلي على إخلاء مستوطنة بيت ساديه مع 20 من المستوطنات الأخرى الموجودة ضمن تجمع غوش قطيف في جنوب قطاع غزة تحت ما سمي بخطة إسرائيل أحادية الجانب لفك الارتباط عن الفلسطينيين، وبحلول ظهر يوم الأربعاء 17 أغسطس (آب) 2005 كانت قوات الجيش الإسرائيلي قد انتهت من إخلاء مستوطنة بيت ساديه من ساكنيها البالغ عددهم 117 شخص يشكلون نحو 20 عائلة، وقد قامت الجرافات الإسرائيلية بهدم منازلهم وتدمير المنطقة. وبحسب ما كشف عنه مركز الميزان لحقوق الإنسان فقد تسبب غلق الطرق وحظر التجول الذي فرضته القوات الإسرائيلية على سكان الأجزاء الجنوبية من قطاع غزة خلال عملية الانسحاب في الإضرار بمصالح المواطنين الفلسطينيين المقيمين في موصيات الجنوب القريبة من المستوطنات وحدوث نقص حاد في الإمدادات الغذائية والطبية لهم.